# Impact Wrestling Under Siege
 (mai 2021).
Si vous disposez d'ouvrages ou d'articles de référence ou si vous connaissez des sites web de qualité traitant du thème abordé ici, merci de compléter l'article en donnant les références utiles à sa vérifiabilité et en les liant à la section « Notes et références ».
Impact Under Siege est un événement de catch (lutte professionnelle) produite par la promotion américaine, Impact ! Wrestling. 

## Historique des Under Siege
| # | Événement          | Date        | Ville                   | Lieu                           | Main Event                                                                                            |
| - | ------------------ | ----------- | ----------------------- | ------------------------------ | --- |
| 1 | Under Siege (2021) | 15 mai 2021 | Nashville, Tenessee     | Skyway Studios                 | Chris Bey contre Chris Sabin contre Matt Cardona contre Moose contre Sami Callihan contre Trey Miguel |
| 2 | Under Siege (2022) | 7 mai 2022  | Newport, Kentucky       | PromoWest Pavilion at Ovation  | Josh Alexander (c) contre Tomohiro Ishii pour le Impact World Championship                            |
| 3 | Under Siege (2023) | 26 mai 2023 | London, Ontario, Canada | Western Fair District Agriplex | Steve Maclin (c) bat PCO pour le Impact World Championship                                            |